# Тритон (фонтан, Петергоф)

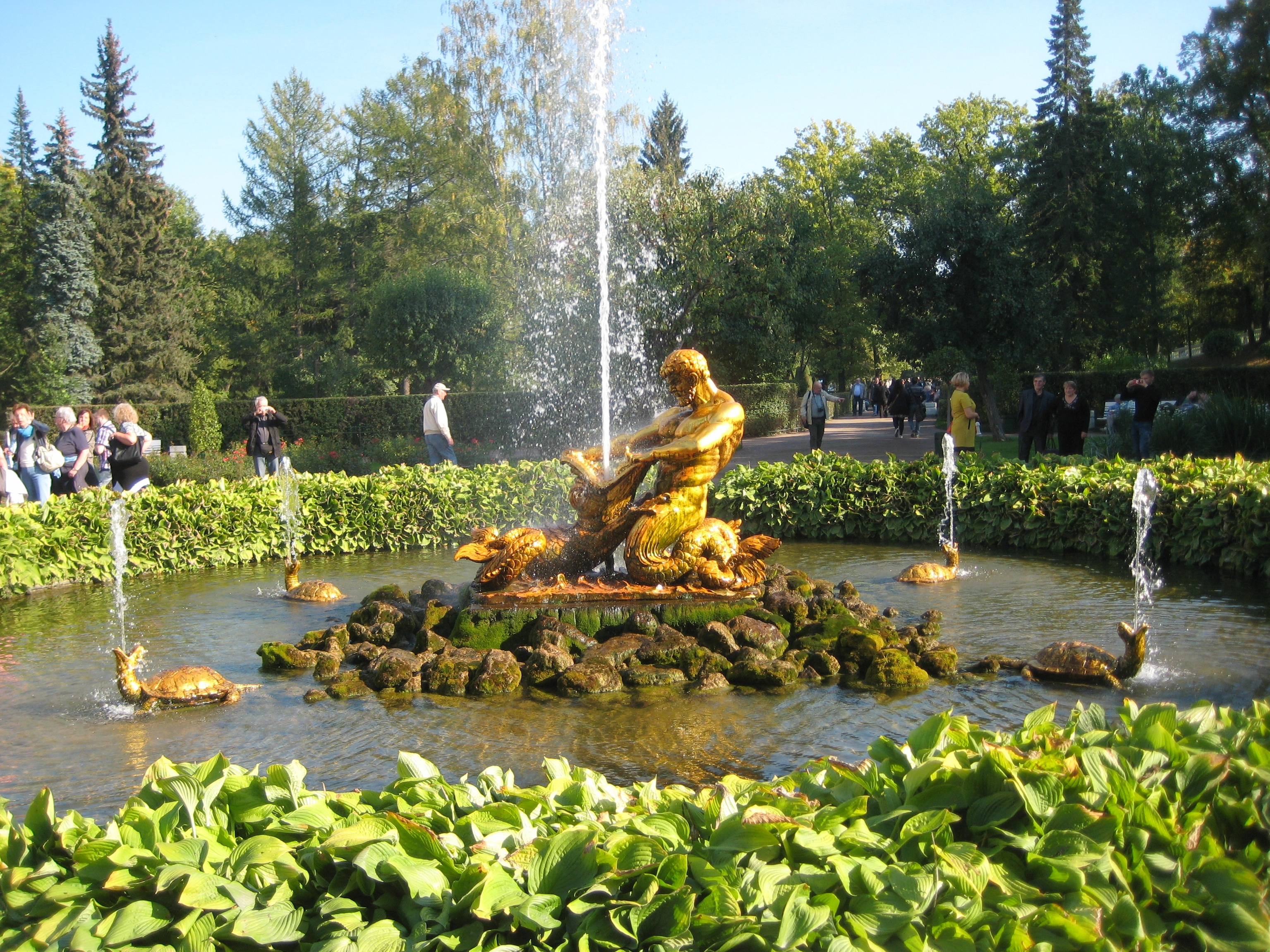
Общий вид

Тритон — памятник архитектуры. Расположен восточной части Нижнего парка Петергофа, на скрещении аллей Оранжерейного сада.
Фонтан был задуман при Петре I, но создан после смерти императора, в 1726 году. Архитектор Т. Усов изначально сделал бассейн сложной барочной формы, но в начале 1770-х годов контур упростили до круга. Садовники Оранжерейного сада брали из фонтана воду для полива.
Изначально фонтан был украшен фигурой тритона и четырьмя черепахами работы Б. К. Растрелли; к 1816 году И. П. Мартос написал рапорт в Гофинтендантскую контору, согласно которому скульптуры фонтана потрескались, а некоторые детали отвалились. Он предлагал отлить бронзовые фигуры по новой модели, но предложение не было осуществлено. В 1875 году деформированную группу убрали, новый рисунок по её мотивам был выполнен Д. И. Йенсеном, и заказ был отправлен в Берлин на фабрику Ф. Борелла. Мастера фабрики выполнили заказ по-своему, создав из шпиатра вариацию «Тритон, разрывающий пасть крокодилу». В сентябре 1876 года новую скульптуру вместе с сохранившимися черепахами поставили в бассейн, в 1877 году бассейн был переоформлен, лещадные плиты заменены на асфальтовое покрытие.

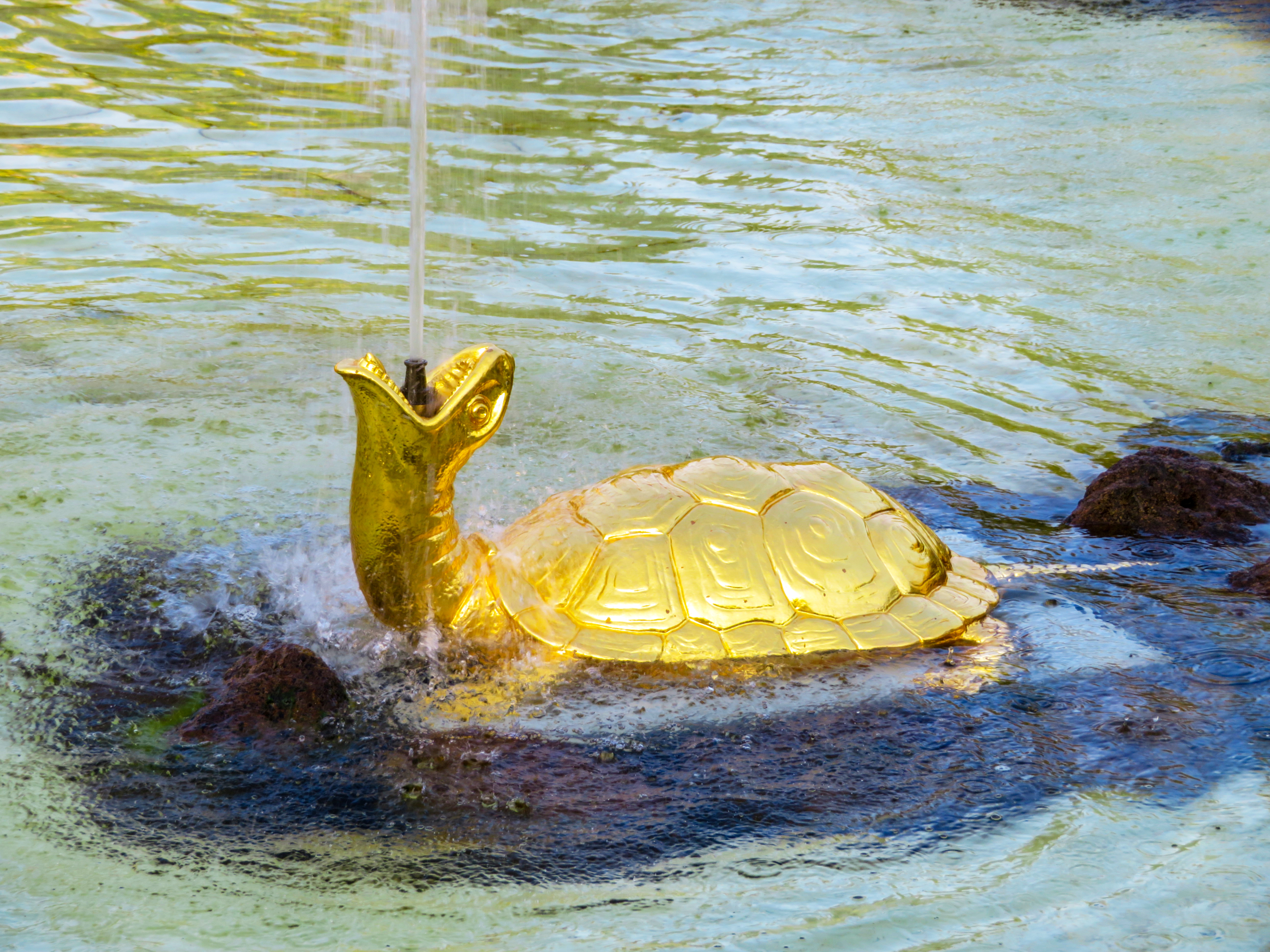
Фигура черепахи крупным планом.

Фонтанная фигура представляет собой аллегорию: морское чудовище, символизирующее флот Карла XII, схватило когтями тритона, символизирующего русский флот, победивший при Гангуте, но тот разрывает пасть чудовища. Вокруг противников расположены четыре испуганные черепахи, символизирующие союзников, предавших шведского короля. Изо рта чудища бьёт восьмиметровая струя воды, изо ртов черепах — двухметровые.
Во время Великой Отечественной войны скульптуры были похищены, фонтан разрушен. В 1956 году скульптуры были воссозданы А. Ф. Гуржием на основе рисунков Б. К. Растрелли XVIII века (для восстановления черепах также использовались фотографии свинцовых подлинников), отлиты из бронзы на заводе «Монументскульптура», первое золочение фигур состоялось в 1980 году.
К 2020 году фонтан практически утратил работоспособность: на дне бассейна образовались трещины, чаша фонтана утратила герметичность, фундамент кладки был частично разрушен, местами позолота сошла до защитного слоя. Шедшая полтора года реставрация закончилась в июне 2021 года, была восстановлена гранитная облицовка кордона и мраморная облицовка дна, отреставрированы гидросистемы и скульптурная группа.